# 華中

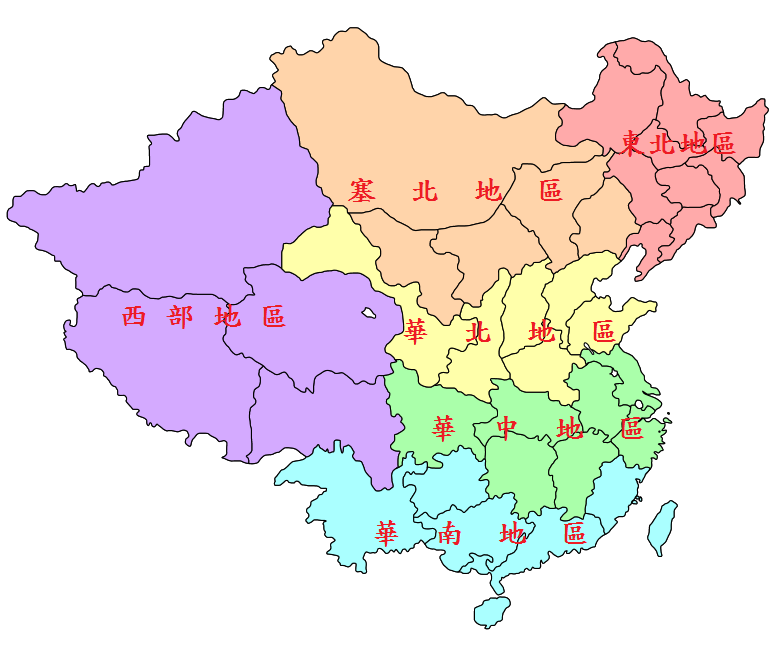
中華民国時代の華中を表した地図。緑の部分が華中。

華中（かちゅう）とは、中国の揚子江と黄河に挟まれた地域。春秋戦国時代には楚の領地であり、三国時代は荊州であった。北が華北、東が華東、南が華南、西は四川進出の入り口、古代からの戦略要衝であり、有名な赤壁の戦いもここで起された。
尚、第二次世界大戦頃まで日本国内では同地域を中支、中支那などの名称を用いていた。
亜熱帯の大陸性気候で、夏の気温と湿度が非常に高い。また地勢が低いため、毎年6、7月になると洪水災害が多発する。

## 主要都市
- 鄭州市
- 武漢市
- 長沙市